# Pinterest
Pinterest（中文译名：缤趣，：PINS），是一個網路與手機的應用程式，可以讓使用者利用其平台作為個人創意及專案工作所需的視覺探索工具，同時也有人把它視為一个图片分享类的社交网站，用户可以按主题分類添加和管理自己的图片收藏，并与好友分享。其使用的網站布局為瀑布流（Pinterest-style layout）。
Pinterest由美国加州帕羅奧圖的一个名为Cold Brew Labs的团队營運，創辦人為Ben Silbermann、 Paul Sciarra 及 Evan Sharp。2010年正式上线。「Pinterest」是由「Pin」及「interest」兩個字組成，在社群網站中的瀏覽量僅次於Facebook、Youtube、VKontakte以及Twitter。
2017年3月9日，Pinterest在中国大陆被防火长城屏蔽。

## 引用
1. ↑  . Pinterest.   [2014-04-20]. （原始内容存档于2014-04-14）.
2. ↑  SIUSANG. . 2012-03-05  [2012-08-17]. （原始内容存档于2012-10-20） （中文（香港））. 「Pinterest」的名字由「Pin」和「Interest」組成，前者字面解釋就是「釘」，後者就是「興趣」
3. ↑  . CNN Money. March 17, 2017  [June 7, 2017]. （原始内容存档于2017-05-08）.

## 外部連結
- 官方网站